# Random EP (Number 1)
Random EP #1 é um EP exclusivo de turnê da banda The Dear Hunter. O EP consiste no remix de três músicas do álbum Act II: The Meaning of, and All Things Regarding Ms. Leading. Os mesmos três remix apareceram no EP seguinte, Random EP #2.

## Faixas
| N.º            | Título                            | Duração |  |
| 1.             | "Smiling Swine" (Remix)           | 3:15    |  |
| 2.             | "The Church and The Dime" (Remix) | 4:57    |  |
| 3.             | "Red Hands" (Remix)               | 5:32    |  |
| Duração total: | Duração total:                    | 13:44   |  |